# Betacam numérique
Le Digital Betacam (Betacam numérique en français) est un format d'enregistrement vidéo professionnel sur bande magnétique développé par Sony en 1993.

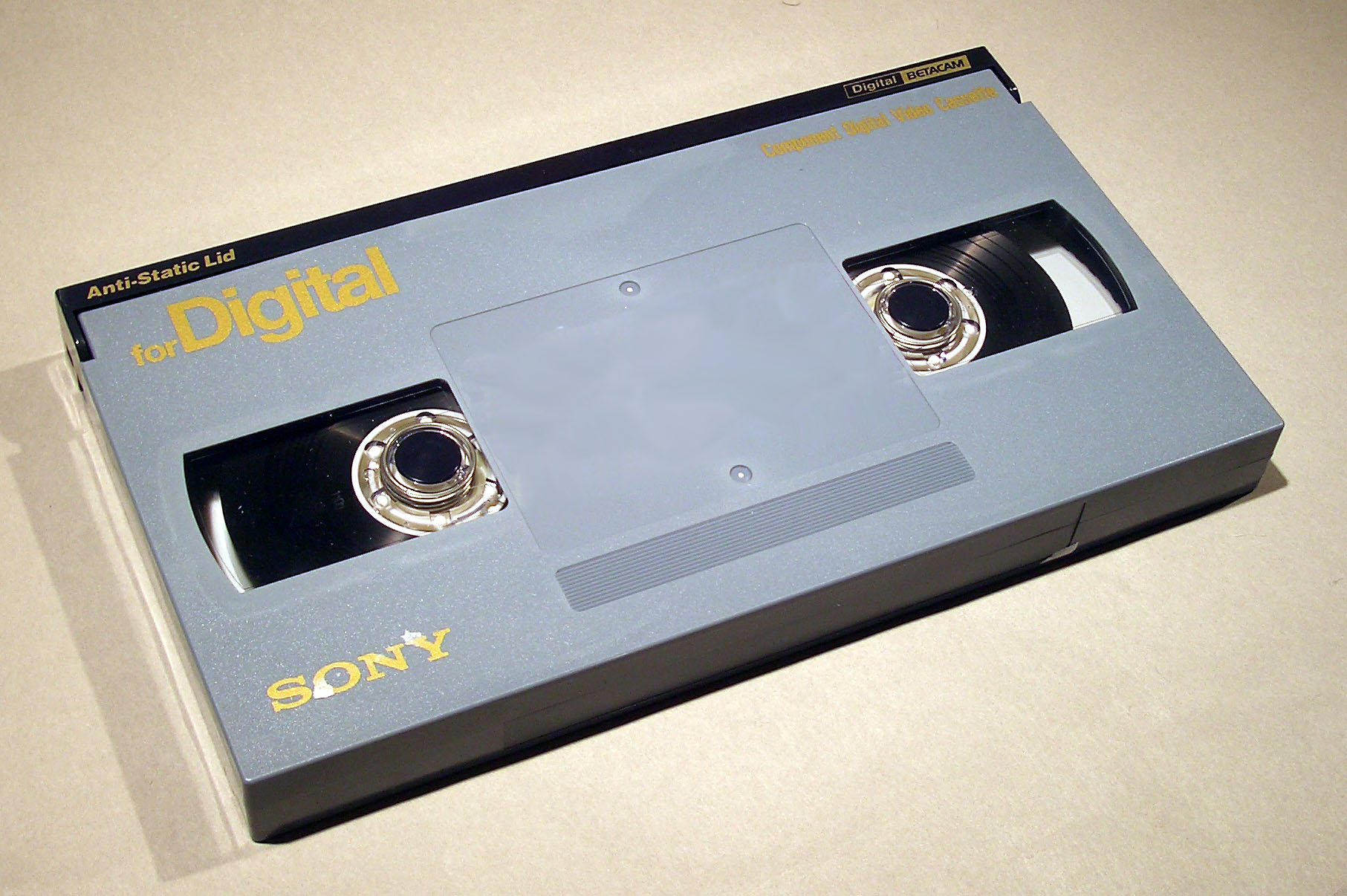
Cassette Betacam numérique L

## Présentation
Le Digital Betacam de Sony apparaît comme le successeur numérique du vénérable Betacam SP. L’utilisation massive de circuits intégrés spécifiques, associés aux récentes avancées technologiques en matière de traitement numérique des données à haut débit et à l’évolution du support magnétique (bandes Métal), a permis de développer des magnétoscopes en composantes numériques abordables pour une société de production ou une chaîne de télévision.
C'est un format réduisant dans un facteur 2 le débit du signal numérique 4 :2 :2 codé sur 10 bits. Certains modèles de magnétoscopes Digital Betacam sont compatibles en lecture avec les cassettes analogiques enregistrées sur une machine Betacam SP.
Un nouveau transport de bande développé spécialement pour l’enregistrement numérique, autorise une sollicitation intensive de la machine. Afin de renforcer l’efficacité contre les encrassements, le Digital Betacam est doté d’un système automatique de nettoyage au niveau des têtes fixes et rotatives ; la bande elle-même est également soumise à un nettoyage permanent. La vitesse de lecture peut être ajustée de +/- 15 % pour permettre par exemple de synchroniser entre eux deux magnétoscopes lisant un même programme.
La résolution PAL est de 720x576 pendant qu'en NTSC elle est de 720x480. Le débit binaire est de 90 Mbit/s.

## Le tambour des têtes
Le diamètre du tambour des têtes qui est de 74,5 mm pour les magnétoscopes analogiques au format Betacam SP a été augmenté à 81,5 mm pour permettre une vitesse d’écriture suffisante, avec un angle d’enroulement de 180°. Le débit total enregistré (vidéo et audio) est de 125,58 Mbit/s. La vitesse de rotation du tambour a elle aussi été augmentée par un facteur de 3 pour atteindre les 75 rotations par seconde.
Sur le tambour sont disposées quatorze têtes : quatre pour l’enregistrement, quatre pour la lecture (Dynamic Tracking), quatre têtes dites de « confiance » pour lire les signaux audio et vidéo lors de leur enregistrement et enfin, deux têtes pour l’effacement.
Les modèles permettant la compatibilité en lecture avec le format Betacam SP possèdent quatre têtes supplémentaires montées sur deux blocs du tambour. Cette série de magnétoscopes détecte grâce au trou d’identification de la cassette si celle-ci est au format Digital Betacam ou Betacam SP. Le magnétoscope commute automatiquement et adapte vitesse de bande et vitesse de rotation du tambour afin d’obtenir le suivi de piste optimal.

## Configuration des têtes rotatives et stationnaires
- 4 têtes de lecture avancée (Avance) permettent de lire le signal vidéo présent sur la bande quelques trames avant les têtes d’enregistrement. Cette fonction dite de « pre-read » permet d’apporter une modification sur un programme enregistré sans nécessiter plus d’un magnétoscope. En mode enregistrement, l’ancien signal lu par ces têtes de lecture avancées peut en effet être récupéré et traité par un équipement externe (mélangeur, correcteur colorimétrique…), puis réenregistré exactement à sa place d’origine. Cette fonction très intéressante doit faire l'objet d’une grande précaution d’utilisation car l’opération est irréversible.
- 4 têtes dites « têtes confidence » (Confi) lisent les pistes après les têtes d’enregistrement afin de permettre la vérification de l’enregistrement en cours (avec un léger décalage temporel).
- 4 autres têtes permettent la lecture en Betacam analogique.
- 4 têtes permettent l’enregistrement numérique des données
- 2 têtes servent à l’effacement des données audio et vidéo

En mode de lecture normale d’une cassette au format Betacam numérique, les têtes de lecture avancée sont utilisées. En mode assemble ou insert, les têtes de lecture avancée lisent le signal avant l’effacement (pre-read) et les têtes confidence lisent le signal enregistré.
En ce qui concerne les têtes stationnaires, on retrouve la configuration du Betacam traditionnel à savoir, une tête d’effacement général, une tête d’enregistrement de la CTL, une tête d’effacement et de repérage de Time-Code, une tête d’enregistrement et de repérage de Time-Code.

## Bande utilisée
La bande utilisée pour le format Digital Betacam est une bande à particules métalliques couchées d’épaisseur similaire à celle utilisée en Betacam SP. Cependant, elle a été optimisée afin d’enregistrer le spectre du code de canal utilisé en Digital Betacam. La vitesse de défilement de la bande est de l’ordre de 5 % plus lente dans le format Digital Betacam que dans le format Betacam SP (96,7 mm/s contre 101,5 mm/s pour le Betacam SP) : la durée maximale d’enregistrement est ainsi portée à 124 minutes.

## Format d'enregistrement
Afin que la réponse d’un enregistreur soit optimale dans les hautes fréquences il est primordial que l’entrefer de la tête de lecture soit parfaitement parallèle à celui de la tête qui a réalisé l’écriture des pistes. SI l’angle de la tête de lecture diffère de celui de la tête d’enregistrement, il se produit un affaiblissement des hautes fréquences qui est d’autant plus important que l’angle de différence d’azimut est grand. Pour remédier à ce problème, on utilise l’enregistrement azimuté. Les pistes sont écrites avec des têtes dont l’entrefer présente un certain angle d’inclinaison par rapport à la perpendiculaire de l’axe de la piste. Et cet angle est alternativement opposé d’une piste à l’autre. Ainsi, si une tête de lecture déborde un peu sur la piste voisine de celle qu’elle est censée lire, le signal parasite qu’elle récupérera sera très atténué puisque l’angle d’azimut ne correspondra pas. Dans le format Digital Betacam ce système d’enregistrement azimuté est utilisé pour effectuer un enregistrement de haute densité. L’angle d’azimut est approximativement de 15 degrés entre deux pistes adjacentes.
En format Digital Betacam, les signaux vidéo et audio (4 canaux à 16 bits) pour chaque trame sont enregistrés selon 6 pistes hélicoïdales. Parallèlement, le format Digital Betacam utilise trois pistes longitudinales tout comme ses confrères Betacam et Betacam SP : une piste de contrôle (CTL), une piste de Time-Code (LTC) ainsi qu’une piste de repérage audio (CUE). La piste du canal audio 1 classique est supprimée afin de laisser plus de place aux pistes hélicoïdales.

## Organisation des données à l'intérieur des pistes
Les données de la première trame sont enregistrées sur la première moitié des six pistes et les données de la seconde trame sur la deuxième moitié des six pistes. Chaque piste est construite de manière à pouvoir recevoir quatre secteurs audio dans le centre et deux secteurs vidéo aux extrémités. Les données vidéo d’une trame sont réparties en douze secteurs et les données audio en six secteurs par canal.
Pour chaque canal audio, les différents secteurs sont disposés de manière à éviter les erreurs lors de la lecture. Afin de délimiter chaque secteur, des données sont ajoutées en début et en fin de secteur. Par ailleurs, des repères de montage sont insérés entre chaque secteurs afin de pouvoir monter les pistes indépendamment. Enfin, une nouvelle méthode d’alignement a été mis en place pour travailler parallèlement au procédé traditionnel utilisant les signaux des pistes longitudinales d’asservissement, de façon à assurer un alignement correct sur une piste étroite, surtout lors des opérations répétitives de montage au même point. Son principe consiste à utiliser deux signaux pilotes inscrits sur les pistes hélicoïdales entre les secteurs audio et les secteurs vidéo (l’un étant en basse fréquence : 400 kHz et l’autre à haute fréquence : 4 MHz).

## Les pistes longitudinales
Dans le format Digital Betacam, une piste CTL, une piste de Time-Code et une piste de repérage audio sont situées en longueur de la bande.
Pour les systèmes à 625 lignes, le signal de CTL est une tension de type rectangulaire, cadencée à 50 Hz, dont le front ascendant détermine le début de chaque trame. Chaque créneau du signal de CTL n’a pas une durée constante. Il varie en longueur. Le créneau correspondant à la première trame d’une séquence 8 trames a une durée égale à 65 % de la période du signal, et celui correspondant à la première trame d’une séquence 4 trames a une durée égale à 35 % de la période du signal. Ces variations permettent de repérer rapidement les premières trames des séquences 4 et 8 trames.
Le signal de Time-Code correspond au signal conventionnel du standard EBU. Une image est codée sur 80 bits. Les données correspondant au numéro de l’image, de la seconde, de la minute et de l’heure sont codées en biphase mark et enregistrés pour chaque image. Le principe du Biphase Mark est le suivant : un « 0 » provoque une transition et un maintien du niveau pendant toute la période d’horloge, tandis qu’un « 1 » entraîne une transition et un changement de niveau à la moitié de la demi-période d’horloge.
La piste de repérage audio est utilisée pour le montage essentiellement, afin de repérer plus facilement une séquence sonore. Elle est enregistrée tout comme les pistes audio longitudinales des formats Betacam SP.

## Traitement du signal numérique

### L'interface d'entrée
L’interface numérique série en composantes, conforme aux normes SMPTE 259M / EBU t. 3267 / CCIR 656-III, accepte le signal vidéo en composante ainsi que les signaux audio numériques 4 canaux sur un câble coaxial BNC unique. Le signal analogique en composantes et le signal composite (avec la BKDW-506) sont numérisés en données parallèles, à la norme CCIR 601. Les données audio de l’interface numérique AES / EBU ou les données de l’entrée analogique peuvent être sélectionnées pour l’enregistrement. Elles sont converties en données série.

### L'interface vidéo
Les données vidéo sont traitées selon la nome 4 :2 :2 (CCIR-601). Elles sont ensuite multiplexées dans l’ordre « Cb, Y, Cr, Y, Cb, Y, Cr, Y, … ». La référence des temps pour l’opération de conversion analogique-numérique est donnée par le front avant des impulsions de synchronisation ligne. Ce front s’étale sur quatre mots et est ajouté avant et après la ligne active numérique. Il détermine le début de la ligne active (SAV) et la fin de la ligne active numérique (EAV).

### L'interface audio
Dans les magnétoscopes Digital Betacam, la quantification du son est linéaire et se fait sur 20 bits. Deux canaux audio sont multiplexés et stockés dans une « image » dont la durée correspond à une période d’échantillonnage. Chaque image est divisée en deux sous-images. Les données du premier canal audio sont stockées dans la sous-image A et celles du second canal audio dans la sous-image B. Chaque sous-image est codée sur 32 bits et contient à la fois les données audio mais aussi d’autres données auxiliaires.

### Encodage par réduction du débit binaire
Le débit des données vidéo est réduit environ de moitié par le système d’enregistrement par coefficient. Les données vidéo numériques sont d’abord converties en espaces de fréquences par la méthode DCT (Discret Cosine Transform). Ces espaces fréquences sont ensuite pondérés selon des coefficients DCT qui correspondent aux caractéristiques de la vision humaine. Les données d’une trame sont alors comprimées. Ensuite, des codes abrégés sont attribués aux données qui apparaissent fréquemment. Il en résulte une compression de l’ordre de 2: 1 avec certes une perte relative de données utiles mais l’intérêt de ce code réside dans le fait que le magnétoscope reste capable de monter à l’image près.

### Traitement du signal audio
Le processeur audio effectue le contrôle de gain automatique, le contrôle d’enregistrement ainsi que l’ajout de certaines données.

### Encodage ECC (Error Correction Coding)
Le format Digital Betacam utilise un type de correction d’erreur à deux codes : le code ECC interne et le code ECC externe, utilisant tous deux le code Reed Solomon.
Dans ce type de codage, les valeurs A, B, C, D des données, la somme S de ces données ainsi que la somme Q des données multipliées par des coefficients connus sont codées.
Par exemple : 
- A=100, B=200, C=300, D=400
- S=A+B+C+D=1000
- Q=Ax1 + Bx2 + Cx3 + Dx4 = 3000

A la réception, les valeurs A, B, C, D, S et Q sont lues. Par exemple : 
- A=100, B=300 (erreur), C=300, D=400
- S=1000
- Q=3000

Le circuit de correction recalcule les sommes théoriques S’=1100 et Q’=3200 puis les différences D Q=Q’-Q=200 et D S=S’-S=100
Le rapport D S/D Q=2 donne le coefficient de la valeur sur laquelle s’est produite l’erreur. En l’occurrence, il s’agit de la valeur B.
Lorsque l’on ajoute des données de synchronisation à un bloc de code interne de 180 octets, ce bloc est appelé bloc de synchronisation. C’est l’unité de base des secteurs vidéo et audio. Un secteur vidéo est constitué de 126 blocs de synchronisation, une piste vidéo de deux secteurs vidéo, une trame vidéo de douze secteurs vidéo.
Un secteur audio est, lui, constitué de 6 blocs de synchronisation. Pour chaque canal, une trame audio est constituée de six secteurs, c’est-à-dire trente-six blocs de synchronisation. Donc deux blocs ECC constituent une trame audio d’un canal.
La structure du bloc de code interne qui constitue un bloc ECC est donc commune à la vidéo et à l’audio. En revanche la structure du bloc de code externe diffère.

### Encodage de canal
Le format Digital Betacam adopte le système d’encodage de canal S-NRZI ou NRZI brouillé (Scrambled Non Return to Zero Inverted) qui est supérieur dans ses caractéristiques de bruit. La particularité du codage NRZI est qu’un « 1 » détermine une transition au milieu de la demi-période d’horloge, un « 0 » n’a aucun effet. De ce fait, si la polarité du signal est inversée, les données codées restent les mêmes, de plus, ce type de codage permet de transmettre avec les données, le signal d’horloge.

### Traitement du signal de lecture
Les données numériques de lecture sont égalisées par des circuits d’égalisation automatiques et les erreurs sont corrigées par les codes ECC internes et externes, qui peuvent corriger la plupart des données affectées par des bruits et des dropouts dans le signal reproduit. Les données irrécupérables sont corrigées par les circuits de dissimulation d’erreurs.

### Interface de sortie
Les données vidéo en composantes sont converties en données série et multiplexées avec les données audio, puis sorties au format de l’interface numérique série.
Pour les sorties analogiques, les données vidéo en composantes subissent une conversion numérique / analogique en signal analogique composantes mais sont aussi encodées en numérique composite, puis converties en signal composite analogique.
Pour les sorties audio, l’interface numérique AES / EBU et les données analogiques sont disponibles.